# Сигнатура (математична логіка)
Сигнатура в математичній логіці та універсальній алгебрі — набір символів, специфічних для конкретної системи, що визначають її формальну мову. Формально, сигнатура {\displaystyle \Sigma =(R,F,C,\rho )} — набір множин:
- {\displaystyle R} — множина символів для відношень (предикатів),
- {\displaystyle F} — множина функціональних символів,
- {\displaystyle C} — множина символів констант
- і функція {\displaystyle \rho }, що зіставляє елементам {\displaystyle R} і {\displaystyle F} їх арність.

Сигнатура характеризує алгебричну структуру (алгебру або модель), визначаючи, з яких символів можуть складатися її вирази і яким чином вони можуть бути сконструйовані.